# Wemaers-Cappel
 Wemaers-Cappel  es una población y comuna francesa, en la región de Norte-Paso de Calais, departamento de Norte, en el distrito de Dunkerque y cantón de Cassel.

## Demografía
| 254 | 255 | 198 | 198 | 186 | 230 |
| Para los censos de 1962 a 1999 la población legal corresponde a la población sin duplicidades (Fuente: INSEE [Consultar]) |     |     |     |     |     |